# Yusei Kudo
Yusei Kudo (født 5. april 1986) er en japansk fodboldspiller, som spiller for den japanske fodboldklub SC Sagamihara.